# 奧利弗·戈爾丁
奧利弗·戈爾丁（Oliver Golding，1993年9月29日—）是英國的一位網球運動員，並且也曾是一位演員。他是英國少年網球選手中排名第一的選手，並且是2011年美國網球公開賽男子少年的冠軍。在贏得美網少年冠軍之後，他轉為職業球手。

## 外部連結
- 奧利弗·戈爾丁（英文/西班牙文）的官方資料
- 奧利弗·戈爾丁的國際網球總會 職業／青少年 官方資料（英文）
- 奧利弗·戈爾丁的官方資料（英文）

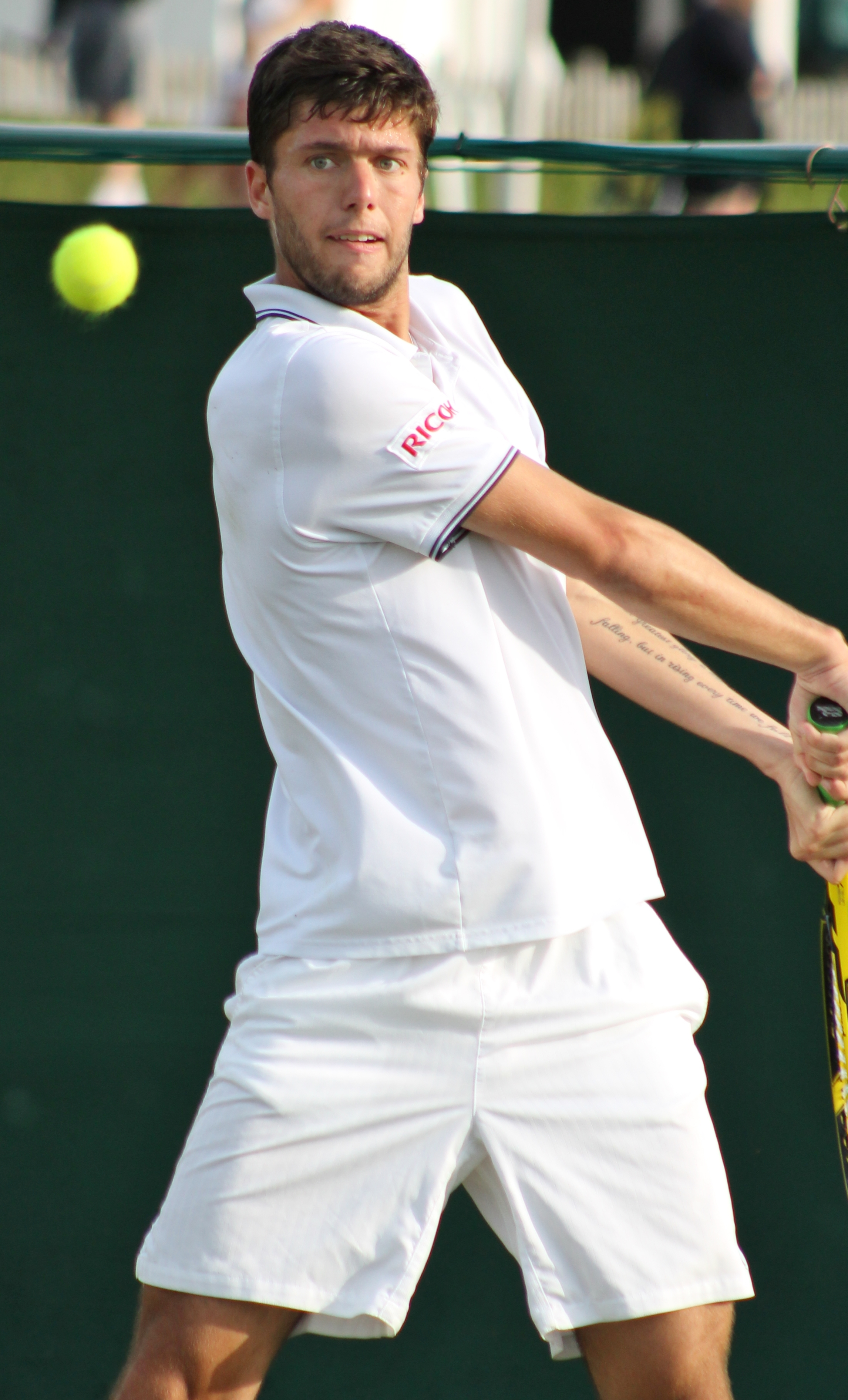

- Oliver Golding's personal website （页面存档备份，存于）
- Oliver Golding在互联网电影资料库（IMDb）上的資料（英文）
- Oliver Golding Interview[永久] from ITV Online's Popcorn children's cinema site
- Latest tournaments （页面存档备份，存于） involving Oliver Golding, from 2007 onwards, at CoreTennis.net